# Hösbach
Hösbach é um município da Alemanha, localizado no distrito Aschaffenburg, no estado de Baviera.